# Kerry Shawn Keys
Kerry Shawn Keys (ur. 25 czerwca 1946 w Harrisburgu) – poeta, prozaik i tłumacz amerykański.

## Życie
Pochodzi z Susquehanna Valley w środkowej Pensylwanii. Studiował anglistykę na University of Pennsylvania w Filadelfii i Indiana University w Bloomington. Wiele podróżował, zwłaszcza po Ameryce Łacińskiej (kilka lat spędził w Brazylii), Indiach i Europie. Był również kilkakrotnie w Polsce. Przez długie lata mieszkał w rodzinnym stanie, z dala od zgiełku wielkich ośrodków miejskich. Od wielu lat przebywa w Europie, obecnie na stałe mieszka w Wilnie, obok amerykańskiego ma obywatelstwo litewskie. Od dawna prowadzi wydawnictwo Pine Press, nastawione na publikowanie książek poetyckich. Tłumaczy z języka portugalskiego, litewskiego i czeskiego.

## Nagrody i wyróżnienia
Jest laureatem m.in. Robert H. Winner Award, przyznawanej przez Poetry Society of America (1992), oraz nagrody translatorskiej Związku Pisarzy Litewskich (2003). 

## Twórczość
Jest autorem licznych tomów poetyckich, m.in. Swallowtails Gather These Stones (1973), Jade Water (1974), Loose Leaves Fall (1977), Seams (1985), A Gathering of Smoke (1986), The Hearing (1992), Fingerlings (1993), Decoy's Desire (1993), Fingerlings 2 (1994), Warm Springs (1995), Flamenco Songs for Danzante (1995), Narrow Passage to the Deep Light (1996), Blues in Green (1996), Krishna’s Karma (1997), Moon Shining the Millenium (1997), Turning the Mask (1997), Sorrows of an Old Worder (1998), Ch’antscapes (1998), Inclusions (2002), Tao Te-Ching Meditations (2003), Conversations with Tertium Quid (2003), Blue Rose Fusion (2004), Broken Circle (2006). W sumie opublikował ponad czterdzieści książek. Od niedawna pisze również prozę. Wydał tomy prozatorskie Pavlov’s Duck (2001) i Return of the Bird (2002). Tłumaczono go na wiele języków. Tomy jego wierszy wybranych ukazały się po czesku (przekład Petra Mikeša) i litewsku (przekład Eugenijusa Ališanki). 
W Polsce jego utwory drukowały „Gościniec Sztuki”, „Odra”, „Tygiel Kultury” i „Topos”. Jego wiersze tłumaczył przede wszystkim Leszek Engelking, ponadto m.in. Andrzej Dorobek.